# Parmaturus
Parmaturus és un gènere de peixos de la família dels esciliorrínids i de l'ordre dels carcariniformes.

## Taxonomia
- Parmaturus albimarginatus (Séret & Last, 2007)[1]
- Parmaturus albipenis (Séret & Last, 2007)[1]
- Parmaturus bigus (Séret & Last, 2007)[1]
- Parmaturus campechiensis (Springer, 1979)[2]
- Parmaturus lanatus (Séret & Last, 2007)[1]
- Parmaturus macmillani (Hardy, 1985)[3]
- Parmaturus melanobranchus (Chan, 1966)[4]
- Parmaturus pilosus (Garman, 1906)[5]
- Parmaturus xaniurus (Gilbert, 1892)[6][7][8][9][10][11][12]